# 肖斯维尔
肖斯维尔（英語：Shawsville）是位于美国弗吉尼亚州蒙哥马利县的一个人口普查指定地区。2010年人口普查时人口为1310人。